# Selección de fútbol de la Isla de Navidad
La selección de fútbol de Isla de Navidad es el representativo nacional de la Isla de  Navidad, no está afiliado a ninguna confederación internacional.  Sus partidos son organizados por la Asociación de fútbol de la Isla de Navidad, que organiza los partidos del equipo y al mismo tiempo organiza la Christmas Islands Championship.
Disputó 7 partidos en su historia, todos contra las  Islas Cocos. Todos estos partidos correspondieron a las 7 ediciones de la Inter Island cup
. El equipo ganó  5 partidos, empatando 0 y perdiendo tan solo 2. (Se suman ambos partidos del mismo año para el resultado) 
Su victoria más amplia fue por 13-3 (global) en la Inter Island cup 1997. El resultado global terminaría con un abultado 13-3 en favor de la Isla de Navidad.

## Récord histórico
| Rival       | Juegos     | Ganados    | Empatados  | Perdidos   | GF | GC |
| ----------- | ---------- | ---------- | ---------- | ---------- | -- | -- |
| Islas Cocos | 7 (Global) | 5 (Global) | 0 (Global) | 2 (Global) | 29 | 9  |

## Partidos
| Fecha                 | Ciudad |                 | Marcador | Oponente    |
| --------------------- | ------ | --------------- | -------- | ----------- |
| 1 de julio de 1994    | -      | Isla de Navidad | 4-1      | Islas Cocos |
| 4 de julio de 1994    | -      | Isla de Navidad | 0-4      | Islas Cocos |
| 1997                  | -      | Isla de Navidad | 10-3     | Islas Cocos |
| 1997                  | -      | Isla de Navidad | 3-0      | Islas Cocos |
| 1999                  | -      | Isla de Navidad | 4-0      | Islas Cocos |
| 1999                  | -      | Isla de Navidad | 3-1      | Islas Cocos |
| 27 de febrero de 2004 | -      | Isla de Navidad | 3-1      | Islas Cocos |
| 1 de marzo de 2004    | -      | Isla de Navidad | 0-1      | Islas Cocos |
| 24 de junio de 2005   | -      | Isla de Navidad | 0-1      | Islas Cocos |
| 26 de junio de 2005   | -      | Isla de Navidad | 2-0      | Islas Cocos |
| 2016                  | -      | Isla de Navidad | 1-0      | Islas Cocos |
| 2016                  | -      | Isla de Navidad | 0-2      | Islas Cocos |
| 2017                  | -      | Isla de Navidad | 1-0      | Islas Cocos |
| 2017                  | -      | Isla de Navidad | 1-0      | Islas Cocos |